# 라우르산
라우르산(영어: lauric acid) 또는 로르산은 12개의 탄소 원자를 포함하는 포화 지방산으로 중간 사슬 지방산의 많은 성질을 갖는 흰색 분말상의 고체로 베이비 오일이나 비누의 희미한 냄새를 내며, 계통명은 도데칸산(영어: dodecanoic acid)이다. 라우르산의 염 및 에스터(에스테르)는 라우레이트로 알려져 있다.

## 발견
중성지방의 구성 성분인 라우르산은 코코넛 밀크, 코코넛 오일, 월계수 오일, 팜핵유(팜유와 혼동하지 말 것)에서 지방산 함량의 약 절반을 차지한다. 라우르산은 사람의 모유(전체 지방의 6.2%), 우유(2.9%), 염소젖(3.1%)에서도 발견된다.
|  |

### 다양한 식물에서 존재함
- 종려나무 Attalea speciosa, 브라질에서 대중적으로 babassu로 알려진 종 : babassu 오일에서 50%
- Attalea cohune, 코휸 팜(또한 비나무, 미국 오일 팜, 코로조 팜, 마나카 팜) : 코휸 오일에서 46.5%
- Astrocaryum murumuru (Arecaceae), 아마존이 원산지인 야자나무 : 무루무루 버터에서 47.5%
- 코코넛 오일 : 49%
- Pycnanthus kombo (아프리카 육두구)
- Virola surinamensis (야생 육두구) : 7.8~11.5%
- 복숭아 야자 씨앗 : 10.4%
- 빈랑나무 열매 : 9%
- 대추야자 씨앗 : 0.56~5.4%
- Durio graveolens (두리안의 한 종류) : 1.31%[12]
- 마카다미아 너트 : 0.072~1.1%
- 자두 : 0.35~0.38%
- 수박 씨앗 : 0.33%
- Citrullus lanatus (에구시 멜론)
- 호박꽃 : 205 ppm, 호박 씨앗 : 472 ppm

## 특성
중간 사슬 중성지방의 95%가 간문맥을 통해 흡수되지만, 라우르산은 단지 25~30%만이 간문맥을 통해 흡수된다.
많은 다른 지방산과 마찬가지로 라우르산은 저렴하고, 저장 수명이 길며, 비독성이며 취급시 안전하다. 라우르산은 주로 비누와 화장품의 제조에 사용된다. 이를 위해 라우르산을 수산화 나트륨과 반응시켜 라우르산 나트륨을 만든다. 일반적으로 라우르산 나트륨은 코코넛 오일과 같은 다양한 오일의 비누화에 의해 얻을 수 있다. 이러한 전구 물질들은 라우르산 나트륨과 다른 비누의 혼합물의 형태로 얻을 수 있다.

### 이용
실험실에서 라우르산은 어는점 내림을 이용해 미지의 물질의 몰 질량을 조사하는데 사용될 수 있다. 라우르산은 순수 화합물의 녹는점(43.8 °C)이 비교적 높기 때문에 편리하다. 라우르산의 어는점 내림 상수는 3.9 °C·kg/mol이다. 라우르산을 미지의 물질에 녹여 냉각시키고, 그 혼합물이 어는 온도를 측정함으로써 미지의 물질의 몰 질량을 알아낼 수 있다.

### 잠재적인 약효
생체 외 실험에서 라우르산을 포함한 일부 지방산이 여드름 치료에 유용한 성분이 될 수 있다고 제안되었으나, 이러한 잠재적인 이익을 평가하기 위한 사람 대상의 임상 시험은 아직 실시되지 않았다.
라우르산은 다른 지방산보다 혈장 콜레스테롤을 증가시킨다. 그러나 증가의 대부분은 고밀도 지질단백질(HDL)("좋은" 혈중 콜레스테롤)의 증가에 기인한다. 결과적으로 라우르산은 포화되거나 불포화된 다른 지방산보다 총 HDL 콜레스테롤에 더 좋은 효과를 나타낸다. 일반적으로 총 HDL 혈장 콜레스테롤 수치의 감소는 아테롬성 동맥경화증에 대한 위험 감소와 연관성이 있다. 그럼에도 불구하고 2003년에 밝혀진 총 LDL 혈장 콜레스테롤 수치에 영향을 미치는 식품들에 대한 광범위한 메타 분석은 관상 동맥 질환에 대한 라우르산의 효과는 불확실하다는 것이었다. 코코넛 오일(거의 절반이 라우르산)에 대한 2016년의 리뷰는 심혈관계 질환 위험에 대한 효과에 대해서도 비슷하게 결론에 이르지 못하였다.

## 참고 문헌
- 위키미디어 공용에 라우르산 관련 미디어 분류가 있습니다.
- Berner, Louise A. (1993). Defining the Role of Milkfat in Balanced Diets. In John E. Kinsella (Ed.) Advances in Food and Nutrition Research – Volume 37. Academic Press. pp. 159–166. ISBN 978-0-12-016437-0.
- Kabara, Jon J. (1978). The Pharmacological Effect of Lipids. Champaign IL: American Oil Chemist's Society. ISBN 9991817697.
- Kabara, Jon J. (2008). Fats Are Good for You and Other Secrets – How Saturated Fat and Cholesterol Actually Benefit the Body. North Atlantic Books. ISBN 1-55643-690-4.